# Sean Kennedy

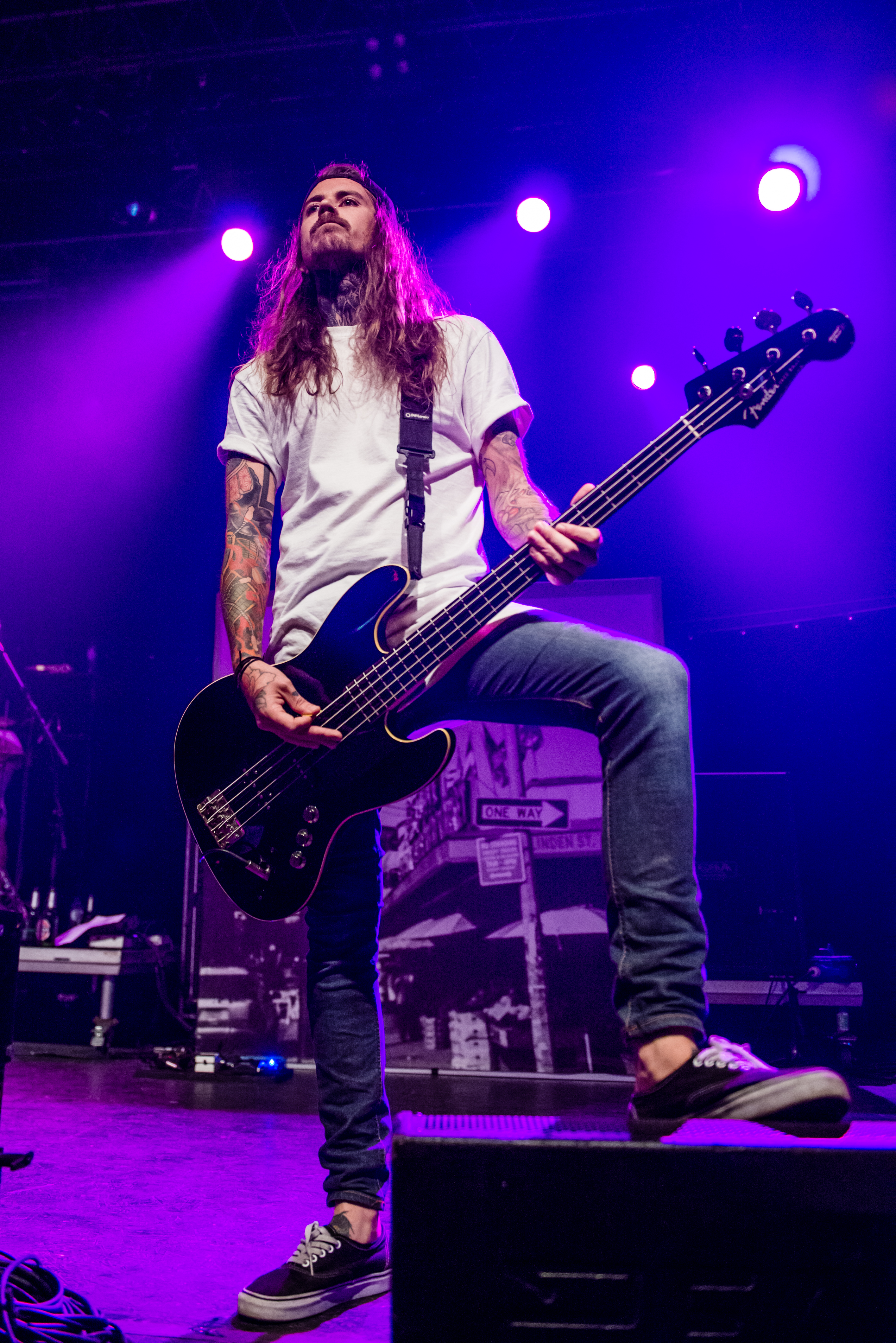
Sean Kennedy auf dem Impericon Festival (2015)

Sean Kennedy (* 24. Juni 1985; † 23. Februar 2021) war ein australischer Rockmusiker.

## Leben
Kennedy war zwischen 2003 und 2007 sowie zwischen 2011 und 2013 Bassist der Metalcore-Band I Killed the Prom Queen. Während der Auflösung von I Killed the Prom Queen gründete er zusammen mit deren Schlagzeuger das Hardcore-Punk-Projekt Deez Nuts. 2013 gab I Killed the Prom Queen bekannt, dass Sean Kennedy aus persönlichen Gründen die Band verlassen habe. Er wurde durch Benjamin Coyte ersetzt. 2014 stieg er wieder bei Deez Nuts ein.
Am 23. Februar 2021 starb Kennedy im Alter von 35 Jahren durch Suizid.

## Diskografie
mit I Killed the Prom Queen
- 2003: When Goodbye Means Forever… (Album)
- 2006: Music for the Recently Deceased (Album)
- 2008: Sleepless Nights and City Lights (DVD)

mit Deez Nuts
- 2007: Rep Your Hood (EP)
- 2008: Stay True (Album)
- 2015: Word Is Bond (Album)
- 2017: Binge & Purgatory (Album)